# Freycinetia villalobosii
Freycinetia villalobosii är en enhjärtbladig växtart som beskrevs av Ugolino Martelli. Freycinetia villalobosii ingår i släktet Freycinetia och familjen Pandanaceae. Inga underarter finns listade.